# یالاک (جیحان)
یالاک (به ترکی استانبولی: Yalak) (به کردی: Yelak) یک منطقهٔ مسکونی در ترکیه است که در جیحان واقع شده‌است.